# Дальнепесочная
Дальнепесочная — деревня в городском округе город Выкса Нижегородской области России, входящая в административно-территориальное образование Новодмитриевский сельсовет. Население — 14 (2010) чел.

## Общая физико-географическая характеристика
Географическое положение
По автомобильным дорогам расстояние до областного центра — города Нижнего Новгорода — составляет 200 км, до окружного центра — города Выксы — 48 км. Абсолютная высота — 180 метра над уровнем моря.
Часовой пояс
Дальнепесочная находится в часовой зоне МСК (московское время). Смещение применяемого времени относительно UTC составляет +3:00.

## Население
| 1999 | 2002 | 2010 |
| ---- | ---- | ---- |
| 33   | ↘23  | ↘14  |

Национальный состав
Согласно результатам переписи 2002 года, в национальной структуре населения русские составляли   100 % из 23 человек.